# 506 př. n. l.

## Udáosti
- Bitva o Boju, bitva mezi státy Starověké Číny Wu  a Čchu, zvítězil stát Wu.
- Bitva u Paj-ťü, Bitva mezi státy Wu a Čchu, zvítězil stát Wu.

## Narození
- Kōshō, Japonský císař († 393 př. n. l.)
- Yan Yan, Konfuciův žák

## Hlavy států
- Perská říše – Dareios I. (522–486 př. n. l.)
- Egypt – Dareios I. (522–486 př. n. l.)
- Sparta – Kleomenés I. (520–490 př. n. l.)
- Kartágo – Hamilkar I. (510–480 př. n. l.)